# الكأس السلطانية 1932
كَأْسُ السُّلْطَانِ حُسَين 1932 هي النُّسْخة السَّادِسة عَشَر من بُطولة كَأْس السُّلطان حُسَين. لُعبت البُطولة في عام 1932، وفاز بها بور فؤاد بعد فوزه في النهائي على الاتِّحاد السَّكَندَري بنَتيجة 2–1.